# Steven Hill
Steven Hill (født 24. februar 1922 i Seattle, Washington, død 23. august 2016) var en amerikansk film og tv-skuespiller.